# Médaille de la présidence de l'Assemblée nationale
Ne doit pas être confondu avec Médaille d'honneur de l'Assemblée nationale du Québec.
La médaille de la présidence de l'Assemblée nationale est la plus haute distinction décernée par la présidence de l'Assemblée nationale du Québec en reconnaissance à des personnalités québécoises ou étrangères qui, « de façon exceptionnelle, méritent la reconnaissance de l’ensemble des membres de l’Assemblée nationale et de la population québécoise, parce qu’elles ont accompli un acte remarquable ou ont connu une carrière hors du commun ».

## Description
La médaille est faite d'argent pur plaqué or (vermeil) avec un fini mat. À l'avers, on trouve une effigie de l'hôtel du Parlement du Québec en vue aérienne et au revers, celle de Jean-Antoine Panet, premier orateur de la Chambre d'assemblée du Bas-Canada, inspirée de la toile Le Débat sur les langues de Charles Huot.

## Récipiendaires
| Décernée à                     | Remise par              | Date              |
| ------------------------------ | ----------------------- | ----------------- |
| Janette Bertrand               | Nathalie Roy            | 1er avril 2025    |
| François Hollande              | Jacques Chagnon         | 4 novembre 2014   |
| François Gendron               | Jacques Chagnon         | 14 novembre 2013  |
| Abdou Diouf                    | Jacques Chagnon         | 18 septembre 2013 |
| Nicolas Sarkozy                | Fatima Houda-Pepin      | 17 octobre 2008   |
| Marie-Claire Kirkland-Casgrain | Jean-Pierre Charbonneau | 14 décembre 2001  |